# 博斯星表
博斯星表（英語：Boss General Catalogue，有時候稱為），或稱為博斯總星表，是一個包含33342顆恆星的星表。本星表由美國天文學家班傑明·博斯發表於1936年。出版時的本名是 ，並取代了1910年由劉易斯·博斯（班傑明·博斯的父親）出版的 。

## 外部連結
- I/113A General Catalogue of 33342 stars (GC) (Boss 1937) （页面存档备份，存于）